# Erythrocera nigripes
Erythrocera nigripes är en tvåvingeart som först beskrevs av Jean-Baptiste Robineau-Desvoidy 1830.  Erythrocera nigripes ingår i släktet Erythrocera och familjen parasitflugor. Inga underarter finns listade i Catalogue of Life.